# El terremoto de San Salvador: narración de un superviviente
El terremoto de San Salvador: narración de un superviviente es una crónica del poeta y novelista colombiano Porfirio Barba Jacob. 

## El autor
Cuando Barba Jacob residía en la ciudad de San Salvador, El Salvador, fue testigo del terremoto de 1917 que devastó la capital salvadoreña. Trabajaba en el Diario del Salvador de Román Mayorga Rivas, y era conocido como Ricardo Arenales. De esa experiencia nació la crónica difundida en dicho periódico, la cual fue republicada en El Diario de Hoy a finales de los años 1950.
Según el autor: 

La narración del gran cataclismo del 7 de junio según va a leerse, debe ser considerada como el más fiel trasunto de la verdad. De sus principales escenas, unas las he vivido yo, que me encontraba en la ciudad cuando sobrevino el terremoto; muchas me fueron relatadas por amigos que se hallaban también en la metrópoli, y que vieron lo que yo no pude ver. Por último, he recogido de labios del pueblo algunos relatos, cien veces confirmados por la idéntica exposición de testigos que no tienen entre sí nexos de ninguna clase. Resulta, pues, que no hay en el fondo de esta obra invención de novelista.

El libro es "un clásico de la crónica hispanoamericana y, en cierta forma, de la literatura salvadoreña". Por su parte, Germán Arciniegas expresa:

Cuando Porfirio Barba Jacob se llamaba Ricardo Arenales, en 1917, ocurrió el terremoto de San Salvador, uno de los grandes cataclismos que han conmovido a Centro América. Entonces, como en toda su vida Barba Jacob hacía periodismo. Un periodismo con toda la carga romántica que tienen sus versos, con el esplendor modernista de la época y con la agresividad personal —en los panfletos— del vagabundo colombiano que recorrió los contornos del Caribe como un endiablado sembrador de fuego.

## Estructura
- I Cuatro días antes
- II La hora trágica en el Hospital Rosales
- III Del hospital Rosales a la Avenida Independencia
- IV De la Avenida Independencia al barrio de San Jacinto
- V Del barrio de San Jacinto al Campo de Marte
- VI El día 8 de junio
- VII Cálculos y sorpresas de un caminante
- VIII La huida
- IX La ciudad se incorpora
- X La ciudad futura